# Robert Stanfield
Pour les articles homonymes, voir Stanfield.
Robert Lorne Stanfield, né le 11 avril 1914 à Truro (Nouvelle-Écosse) et mort le 16 décembre 2003 à Ottawa (Ontario), est un homme politique canadien. Il a été premier ministre de la Nouvelle-Écosse et chef du Parti progressiste-conservateur du Canada. On l'appelle parfois « le plus grand premier ministre que le Canada n'a jamais eu », et il s'est mérité le surnom de « Honest Bob ». Un des hommes d'État canadiens les plus distingués et respectés, il s'est vu accorder le titre de « très honorable » sans y être autorisé en vertu d'un poste qu'il occupait. Il meurt le 16 décembre 2003 et est enterré au Cimetière de Camp Hill à Halifax.